# Laxatjärnen (Töllsjö socken, Västergötland, 640877-131514)
Laxatjärnen är en sjö i Bollebygds kommun i Västergötland och ingår i Rolfsåns huvudavrinningsområde.